# Aníbal Moreno
Aníbal Ismael Moreno (Catamarca, 13 maggio 1999) è un calciatore argentino, centrocampista del Palmeiras.

## Carriera

### Club
Il 23 luglio 2018 ha firmato il suo primo contratto da professionista con il Newell's Old Boys.

### Nazionale
Con la nazionale Sub-20 argentina ha preso parte al Sudamericano Sub-20 2019.

## Statistiche

### Presenze e reti nei club
Statistiche aggiornate al 15 giugno 2025.
| Stagione            | Squadra             | Campionato          | Campionato | Campionato | Coppe nazionali | Coppe nazionali | Coppe nazionali | Coppe continentali | Coppe continentali | Coppe continentali | Altre coppe | Altre coppe | Altre coppe | Totale | Totale |
| Stagione            | Squadra             | Comp                | Pres       | Reti       | Comp            | Pres            | Reti            | Comp               | Pres               | Reti               | Comp        | Pres        | Reti        | Pres   | Reti   |
| ------------------- | ------------------- | ------------------- | ---------- | ---------- | --------------- | --------------- | --------------- | ------------------ | ------------------ | ------------------ | ----------- | ----------- | ----------- | ------ | ------ |
| 2018-2019           | Newell's Old Boys   | PD                  | 3          | 0          | CA+CdS          | 0+1             | 0               | -                  | -                  | -                  | -           | -           | -           | 4      | 0      |
| 2019-2020           | Newell's Old Boys   | PD                  | 12         | 1          | CA+CM           | 0+8             | 0               | CL                 | 10                 | 0                  | -           | -           | -           | 20     | 1      |
| Totale Boca Juniors | Totale Boca Juniors | Totale Boca Juniors | 15         | 1          |                 | 9               | 0               |                    | -                  | -                  |             | -           | -           | 24     | 1      |
| 2021                | Racing Club         | PD                  | 22         | 2          | CA+CdL          | 3+10            | 0               | CL                 | 6                  | 0                  | SA          | 1           | 0           | 42     | 2      |
| 2022                | Racing Club         | PD                  | 26         | 2          | CA+CdL          | 2+12            | 0               | CS                 | 5                  | 1                  | TC          | 2           | 0           | 47     | 3      |
| 2023                | Racing Club         | PD                  | 16         | 2          | CA+CdL          | 1+9             | 0               | CL                 | 9                  | 1                  | SI          | 1           | 0           | 36     | 3      |
| Totale Racing Club  | Totale Racing Club  | Totale Racing Club  | 64         | 6          |                 | 37              | 0               |                    | 20                 | 2                  |             | 4           | 0           | 125    | 8      |
| 2024                | Palmeiras           | A1/SP+A             | 16+34      | 2+1        | CB              | 4               | 0               | CL                 | 7                  | 1                  | SB          | 1           | 0           | 62     | 4      |
| 2025                | Palmeiras           | A1/SP+A             | 12+8       | 0          | CB              | 1               | 0               | CL                 | 3                  | 0                  | Cmc         | 1           | 0           | 25     | 0      |
| Totale Palmeiras    | Totale Palmeiras    | Totale Palmeiras    | 28+42      | 2+1        |                 | 5               | 0               |                    | 10                 | 1                  |             | 2           | 0           | 87     | 4      |
| Totale carriera     | Totale carriera     | Totale carriera     | 149        | 10         |                 | 51              | 0               |                    | 30                 | 3                  |             | 6           | 0           | 236    | 13     |

### Cronologia presenze e reti in nazionale
| Cronologia completa delle presenze e delle reti in nazionale ― Argentina under 20 | Cronologia completa delle presenze e delle reti in nazionale ― Argentina under 20 | Cronologia completa delle presenze e delle reti in nazionale ― Argentina under 20 | Cronologia completa delle presenze e delle reti in nazionale ― Argentina under 20 | Cronologia completa delle presenze e delle reti in nazionale ― Argentina under 20 | Cronologia completa delle presenze e delle reti in nazionale ― Argentina under 20 | Cronologia completa delle presenze e delle reti in nazionale ― Argentina under 20 | Cronologia completa delle presenze e delle reti in nazionale ― Argentina under 20 |
| Data                                                                              | Città                                                                             | In casa                                                                           | Risultato                                                                         | Ospiti                                                                            | Competizione                                                                      | Reti                                                                              | Note                                                                              |
| --------------------------------------------------------------------------------- | --------------------------------------------------------------------------------- | --------------------------------------------------------------------------------- | --------------------------------------------------------------------------------- | --------------------------------------------------------------------------------- | --------------------------------------------------------------------------------- | --------------------------------------------------------------------------------- | --------------------------------------------------------------------------------- |
| 20-1-2019                                                                         | Curicó                                                                            | Paraguay under 20                                                                 | 1 – 1                                                                             | Argentina under 20                                                                | Sudamericano Sub-20 2019 - 1º turno                                               | -                                                                                 | 58’                                                                               |
| 24-1-2019                                                                         | Curicó                                                                            | Uruguay under 20                                                                  | 0 – 1                                                                             | Argentina under 20                                                                | Sudamericano Sub-20 2019 - 1º turno                                               | -                                                                                 | 74’                                                                               |
| 26-1-2019                                                                         | Talca                                                                             | Argentina under 20                                                                | 1 – 0                                                                             | Perù under 20                                                                     | Sudamericano Sub-20 2019 - 1º turno                                               | -                                                                                 |                                                                                   |
| Totale                                                                            |                                                                                   | Presenze                                                                          | 3                                                                                 |                                                                                   | Reti                                                                              | 0                                                                                 |                                                                                   |

## Palmarès

### Club

#### Competizioni nazionali
- Trofeo de Campeones de la Liga Profesional: 1

Racing Club: 2022
- Supercopa Internacional: 1

Racing Club: 2022

#### Competizioni statali
- Campionato paulista: 1

Palmeiras: 2024